# Kanton Thiéblemont-Farémont
Der Kanton Thiéblemont-Farémont war bis 2015 ein französischer Wahlkreis im Arrondissement Vitry-le-François, im Département Marne und in der Region Champagne-Ardenne; sein Hauptort war Thiéblemont-Farémont.
Der Kanton Thiéblemont-Farémont war 334,65 km² groß und hatte 11.286 Einwohner (1999).

## Gemeinden
Im Kanton lagen 33 Gemeinden:
| Gemeinde                  | Einwohner Jahr | Fläche km² | Bevölkerungsdichte | Code INSEE | Postleitzahl |
| ------------------------- | -------------- | ---------- | ------------------ | ---------- | ------------ |
| Bignicourt-sur-Saulx      | 181 (2013)     | –          | – Einw./km²        | 51060      | 51340        |
| Blesme                    | 212 (2013)     | –          | – Einw./km²        | 51068      | 51340        |
| Brusson                   | 208 (2013)     | –          | – Einw./km²        | 51094      | 51300        |
| Le Buisson                | 78 (2013)      | –          | – Einw./km²        | 51095      | 51300        |
| Cheminon                  | 623 (2013)     | –          | – Einw./km²        | 51144      | 51250        |
| Cloyes-sur-Marne          | 136 (2013)     | –          | – Einw./km²        | 51156      | 51300        |
| Dompremy                  | 146 (2013)     | –          | – Einw./km²        | 51215      | 51300        |
| Écriennes                 | 176 (2013)     | –          | – Einw./km²        | 51224      | 51300        |
| Étrepy                    | 134 (2013)     | –          | – Einw./km²        | 51240      | 51340        |
| Favresse                  | 216 (2013)     | –          | – Einw./km²        | 51246      | 51300        |
| Haussignémont             | 293 (2013)     | –          | – Einw./km²        | 51284      | 51300        |
| Heiltz-le-Hutier          | 231 (2013)     | –          | – Einw./km²        | 51288      | 51300        |
| Isle-sur-Marne            | 107 (2013)     | –          | – Einw./km²        | 51300      | 51290        |
| Larzicourt                | 286 (2013)     | –          | – Einw./km²        | 51316      | 51290        |
| Matignicourt-Goncourt     | 143 (2013)     | –          | – Einw./km²        | 51356      | 51300        |
| Maurupt-le-Montois        | 571 (2013)     | –          | – Einw./km²        | 51358      | 51340        |
| Moncetz-l’Abbaye          | 95 (2013)      | –          | – Einw./km²        | 51373      | 51290        |
| Norrois                   | 152 (2013)     | –          | – Einw./km²        | 51406      | 51300        |
| Orconte                   | 433 (2013)     | –          | – Einw./km²        | 51417      | 51300        |
| Pargny-sur-Saulx          | 1.979 (2013)   | –          | – Einw./km²        | 51423      | 51340        |
| Plichancourt              | 248 (2013)     | –          | – Einw./km²        | 51433      | 51300        |
| Ponthion                  | 115 (2013)     | –          | – Einw./km²        | 51441      | 51300        |
| Reims-la-Brûlée           | 232 (2013)     | –          | – Einw./km²        | 51455      | 51300        |
| Saint-Eulien              | 467 (2013)     | –          | – Einw./km²        | 51478      | 51100        |
| Saint-Lumier-la-Populeuse | 44 (2013)      | –          | – Einw./km²        | 51497      | 51340        |
| Saint-Vrain               | 211 (2013)     | –          | – Einw./km²        | 51521      | 51340        |
| Sapignicourt              | 384 (2013)     | –          | – Einw./km²        | 51522      | 52100        |
| Scrupt                    | 135 (2013)     | –          | – Einw./km²        | 51528      | 51340        |
| Sermaize-les-Bains        | 2.014 (2013)   | –          | – Einw./km²        | 51531      | 51250        |
| Thiéblemont-Farémont      | 557 (2013)     | –          | – Einw./km²        | 51567      | 51300        |
| Trois-Fontaines-l’Abbaye  | 210 (2013)     | –          | – Einw./km²        | 51583      | 51340        |
| Vauclerc                  | 499 (2013)     | –          | – Einw./km²        | 51598      | 51300        |
| Vouillers                 | 242 (2013)     | –          | – Einw./km²        | 51654      | 51340        |